# Frank Zappa
Frank Vincent Zappa (Baltimore, Maryland, 21. prosinca 1940. – Laurel Canyon, 4. prosinca 1993.), bio je američki skladatelj, glazbenik i filmski redatelj. Njegova glazbena karijera trajala je 30 godina, a započeo ju je u 1956. godine u tinejdžerskom sastavu The Blackouts. Tijekom tog razdoblja Zappa se pokazao kao vrstan kompozitor, gitarist i vođa sastava. Bio je izuzetno duhovit glazbenik i čovjek te je svoj glazbeni humor znao predstaviti kroz snimke i nastupe na najbolji mogući način, a osim toga posjedovao je i talent za pisanje i orkestriranje najkompleksnijih kompozicija. S njim su uvijek nastupali vrsni glazbenici, a u pratećem sastavu obično je imao oko devet svirača. Početkom 1960-ih osnovao je rock sastav The Mothers of Invention s kojim je ostvario brojnu diskografiju. Iskušavao je mnoge glazbene žanrove, poput rocka, jazza, klasike, bluesa, progresivnog rocka i mnogih drugih. Angažirao je simfonijske orkestre i s njima snimio nekoliko albuma. Svoj prvi samostalni album pod nazivom Lumpy Gravy objavljuje 1967. godine, dok je dvije godine nakon toga izdao svoj najutjecajniji album Hot Rats. Nagradu Grammy u kategoriji najbolja instrumentalna rock izvedba dobiva 1987. godine za skladbu "Jazz from Hell", koja se nalazi na istoimenom albumu. Nakon što se krajem 1970-ih razišao s izdavačkom kućom Warner Bros, tijekom 1980-ih objavljivao je po nekoliko albuma godišenje, a samo u 1984. godini izdao je četiri. Zappa je u svojoj velikoj glazbenoj karijeri napisao 57 autorskih albuma i sudjelovao na brojnim drugim projektima. Iako je u svojoj karijeri dobio mnoge pohvale i nagrade za svoja djela, Zappin rad još uvijek nije u potpunosti shvaćen i vrednovan. U 53. godini života obolio je od karcinoma te je u prosincu 1993. godine preminuo. 22. srpnja 1994. godine njemu u čast asteroid 3834 dobio je ime po njemu, Zappafrank.

## Životopis
Roditelji su mu sa Sicilije pa tako korijene vuče iz Italije. Otac mu je isto bio glazbenik i svirao je "strolling crooner" gitaru. Zappa je bio vrlo poseban i originalan američki glazbenik, satiričar, gitarist, tekstopisac i pjevač. U svojoj 30 godina dugoj glazbenoj karijeri Frank Zappa se profilirao u osobitog glazbenika kojemu se veća priznanja daju sada nego za života. Svirao je mnoge glazbene stilove a neki od njih su rock, jazz, klasika i drugi. Osim toga bio je izuzetno duhovit čovjek i svoj je glazbeni humor znao predstaviti kroz albume i nastupe na najbolji mogući način. Njegovu grupu The Mothers of Invention s kojom je stekao svjetsku slavu činili su sve sjajni glazbenici koji su se kroz vrijeme mijenjali. Zappa je volio improvizaciju pa je tako uvijek od svojih članova grupe tražio da sami osjećaju što sviraju a ne da samo hladno sviraju ono što je on napisao. Njegovi pogledi na glazbu bili su vrlo široki i kako bi mogao obuhvatiti sve svoje ideje imao je uvijek desetak članova grupe.
Zappa se dva puta ženio. Prvi puta je stupio u brak 1960. a žena mu se zvala Kathryn "Kay" Sherman. S njom nije imao djece i rastaje se 1964. Drugi puta se ženi 1967. s Adelaide Gail Sloatman i s njom ostaje u braku sve do 1993. kada umire od raka prostate. Imali su četvero djece: Moon Unit (28. rujna 1967.), Dweezil (5. rujna 1969.), Ahmet Emuukha Rodan (15. svibnja 1974.)  i Diva Thin Muffin Pigeen (30. srpnja 1979.). Gail Zappa poslije njegove smrti vodi zakladu pod imenom Zappa Family Trust.

## Glazbena karijera

### Rano doba
Zappa se već od svoje rane dobi interesirao za glazbu. Sa svojih 12 godina Frank se zanimao za bubnjeve, pa je pohađao ljetnu školu za orkestralne udaraljke u Montereyu. Imao je želju da postane moderni skladatelj pa su mu posebno zanimljivi bili kompozitori poput Edgarda Varèsea, Igora Stravinskog i Antona Weberna i stilovi poput modernog jazza i bluesa. Ipak postao je popularan svirajući crnački R&B. Godine 1956. svira bubnjeve u lokalnom R&B bendu The Ramblers. Međutim ubrzo se počeo zanimati za električnu gitaru. Počeo je skupljati R&B ploče na kojima su bile odsvirane dobre solo dionice. Neke od njih Frank je volio jako slušati, Johnnyja "Guitar" Watsona, Clarencea "Gatemouth" Browna, Muddya Watersa i druge.

### 1960. (početak)
1964. godine pridružuje se lokalnoj R&B postavi 'The Soul Giants' i počinje za njih pisati pjesme. Negdje je zapisano da su prvi nastup imali za majčin dan (Mothers Day) pa su donijeli odluku da se zovu The Mothers, no kompanija MGM zahtjeva da se doda i Of Invention. Skupinu tada čine: Roy Estrada (bas), Jimmy Carl Black (bubnjevi), Ray Collins (vokal), Davy Coronado (klavijature) i Frank Zappa (gitara).
Freak Out! dvostruki album prvijenac i izlazi 22. lipnja 1966.g. Album ostavlja fantastični dojam kod publike i glazbenih kritičara. Popularnosti su pridonijeli i sami The Mothersi sa svojim dugim kosama i ružnim licima, postali su prave ikone toga vremena. Dvostruki LP objavljen je od izdavačke kuće Verve/MGM i postiž vrlo veliki komercijalni uspjeh. Na vrlo raznolikom albumu se između ostalog može naći i divlji ritam bubnjeva, protestna skladba "Trouble Every Day" i minutni detalji najava, viceva i parodija, koje su u trenu postale kultne. Na LP-u nalazi se 19 pjesama, a njihov producent je iskusni Tom Wilson koji iza sebe ima brojne radove a neke od njih je radio za Cecila Taylora, Johna Coltranea i Boba Dylana. Problemi za grupu počinju odlaskom Davya Coronada koji se nije mogao pomiriti s činjenicom da Zappa hoće osvojiti svijet. Međutim to nije spriječilo Zappu da krene s turnejom i izdavanjem novih albuma.
Absolutely Free drugi je studijski album Frank Zappe i sastava The Mothers of Invention koji je objavljen 26. svibnja 1967. godine. To je nastavak prvog dvostrukog LP-a Freak Out gdje opet do izražaja dolaze kompleksne glazbene kompozicije i podrugljivo obraćanje aktualnoj politici. Sve pjesme na albumu napisao je Frank Zappa, a zajedno s njim producent je Tom Wilson.
We're Only in It for the Money treći je Zappin album sa sastavom The Mothers of Invention, kojeg izdavačka kuća Raykodisc objavljuje siječnju 1968. godine. Album je bio pravo remek djelo a jedna zanimljivost ga veže za omot LP-a. Na podrugljiv način obratili su se pripadnicima hippy pokreta u SAD-u, i parodijom na omot Sgt. Pepper's od Beatlesa. Materijal 1968. godine prvo objavljuje izdavač Verve Records, a godine 1986. izlazi reizdanje od izdavačke kuće Rykodisc gdje se dodatno ubacuju dionice s basom i udaraljkama. Na albumu se nalazi 19 pjesama i sve ih je napisao Frank Zappa, koji je ujedno i njihov producent.
Lumpy Gravy prvi je solo album Frank Zappe koji izlazi 1968. godine. Ideja za album nastala je 1966. godine, kada producent Nick Venet ponudi Zappi priliku da snimi album s orkestralnom glazbom. Iako album potpisuje sam, ipak se na njemu pojavljuju neki od članova sastava The Mothers of Invention, kao prateći glasovi ili kao članovi orkestra. Zappa je s ovim albumom napravio jedan ozbiljan pokušaj istraživanja u kojem pokušava primijeniti modernu klasičnu glazbu od Stravinskog, Varèsea i ostali glazbenika klasične glazbe u okvire rock and rolla.
Cruising with Ruben & the Jets četvrti je Zappin album sa sastavom The Mothers of Invention, koji je objavljen 2. prosinca 1968. godine. Na njemu prezentiraju doo-wop stil glazbe i popularni blues 1950-ih i 1960-ih, koji je jako je dobro prihvaćen kod publike. Međutim mnogi slušatelji i kritičari nisu bili sigurni da li je materijal na albumu satira ili posveta. Zappa je tada izjavio da je album bio zamišljen na način kako je Stravinski skladao skladbe u svom neo-klasičnom periodu; "Ako je mogao uzeti obrasce i klišee iz klasične ere, zašto ne bi mogao i ja učiniti to isto s doo-wopom u pedesetima". Na albumu se nalazi 13 pjesama i sve ih je producirao Frank Zappa.
Uncle Meat je dugo odgađan Zappin album, koji je napravljen za istoimeni film a izlazi 1969. godine. Zappa je skladbe pisao u studiju. Dok je ekipa snimala jedan dio, Zappa je drugi pisao u kontrolnoj sobi. Skladba "King Kong" obrađena je od raznih studijskih i uživo verzija. Zappa je redovito počeo snimati svoje koncerte i insistirao je na preciznom mjerenju trajanja skladbi, kako bi kasnije produkcijom u studiju moga vrijeme povećati ili obratno. Kasnije je te snimke koristi u mnogim novim skladba, bez obzira na njihov tempo ili trajanje. Zappa je također razvio jedan kompozicijski pristup koji je nazvao "konceptualni kontinuitet, što znači da je bilo koji album ili projekt dio većeg projekta. U studiju im se pridružuju profesionalni glazbenik Ruth Komnoff (marimba i vibrafon) i Nelcy Walker (vokal, sopran) ali odlaze iz sastava odmah po završetku snimanja. Album izlazi kao dvostruko vinili izdanje i na njemu se nalazi ukupno 28 skladbi. Isti izlazi u reizdanju 1987. godine kao dvostruki CD, na kojemu se nalazi nekoliko novih skladbi. Isto imeni film nikad nije snimljen.
Tijekom kasnih 1960-ih, Zappa nastavlja razvijati svoju poslovnu karijeru. Zajedno s Herbom Cohenom osniva izdavačke kuće Bizarre Records i Straight Records, koje su proizašle od Warner Bros Recordsa kao pomoć pri ulaganju i financiranju projekata i povećanju kreativne kontrole. Zappa je producent na dvostrukom studijskom albumu Trout Mask Replica američkog glazbenika Captaina Beefhearta i objavljuje albume Alicea Coopera, Wilda Mana Fischera, sastava The GTOs i posljednju izvedbu Lennyja Brucea uživo.
Hot Rats drugi je studijski solo album Franka Zappe, koji izlazi u listopadu 1969. godine. Ovaj Zappin album smatra se jednim od najboljih u njegovoj glazbenoj karijeri. Vrlo je melodičan i ima nekoliko izvrsnih solo dionica, a Zappa uspijeva istraživati i nove oblike suvremenog rocka. Na albumu gostuju mnogi glazbenici, Captain Beefheart, Don "Sugarcane" Harris, Jean Luc Ponty, John Guerin, PauI Humphrey i drugi. Zappa je producent, skladatelj i aranžer materijala na albumu. Primarni instrument u svim skladbama je gitara. U skladbama "Willie The Pimp", "Son of Mr. Green Genes" i "The Gumbo Variations" izvodi izvrsne i vrlo moćne solo dionice na gitari. Izdavačka kuća Rykodisc 1987. godine izdaje reizdanje albuma na CD-u.

### 1970.
Burnt Weeny Sandwich ponovo izdaje sa sastavom The Mothers of Invention. Album u veljači 1970. godini objavljuje diskografska kuća Rykodisc. Glavnu ulogu uz Zappu na albumu je imao i svestrani Ian Underwood, koji ima značajan doprinos na materijalu. Album sadrži 9 pjesama a njihov producent je Frank Zappa. Prije nego što je album snimljen, Zappa je imao u svom pretečem sastavu 9 članova koji su honorar primali svirali ili ne. Krajem 1969. godine Zappa je raspustio sastav. Kao glavni razlog tome Zappa je često navodio financijske probleme ali također i nemar od pojedinih članova sastava. Kasnije su neki članovi ponovno surađivali sa Zappom. Većina skladbi koje su zajedno snimili objavljene su na albumima Burnt Weeny Sandwich i Weasels Ripped My Flesh.
Weasels Ripped My Flesh izlazi 10. kolovoza 1970., a objavljuje ga izdavačka kuća Rykodisc. To je posljednji Zappin album sa sastavom The Mothers of Invention, nakon njega dolazi do prekida suradnje. Kasnije se još koji put sastaju na nekim uživo izvedbama i 1975. godine snimaju zadnji album. Album Weasels Ripped My Flesh kompilacija je već objavljenih skladbi i uživo snimki od sastava koji se već raspao. Album se inače smatra drugim dijelom albuma Burnt Weeny Sandwich. Weasels Ripped My Flesh pisan je uglavnom za osjećajne improvizacije koje najbolje dolaze do izražaja upravo u rocku i jazzu. Na albumu se nalazi 11 pjesama a neke od njih su u uživo izvedbi. Zappa je autor i producent većine njih.
Chunga's Revenge je Frank Zappin album objavljen 23. listopada 1970. godine od izdavačke kuće Rykodisc. Album predstavlja određenu promjenu pa tako na njemu nema podrugljivih političkih komentara što je bio slučaj sa sastavom The Mothers of Invention. Album izlazi kao dvostruko izdanje i njegov materijal najavljuje soundtrack za sljedeći Zappin film 200 Motels iz 1971. godine, kojeg izdaje kompanija United Artist i već na samom početku ne dobiva dobre ocjene od kritičara. Na filmu između ostalih sudjeluju i The Mothersi, The Royal Philharmonic Orchestar, Ringo Starr, Theodore Bikel i Keith Moon. Režiseri su bili Zappa i Tony Palmer, a sniman je u studiju 'Pinewood', izvan Londona. Bilo je puno napetosti između Zappe, aktera i članova osoblja, pa su neki otišli i prije nego što se film počeo snimati, a Palmer je pokušao učiniti da se njegovo ime ukloni iz filma. Film se bavi pričom o lošem život na putu prema rock glazbeniku.
Fillmore East – June 1971 Zappin je uživo album kojeg snima zajedno sa sastavom The Mothers of Invention, a u kolovozu 1971. godine objavljuje ga izdavačka kuća Rykodisc. Nije bio dobro prihvaćen i dobio je niz loših kritika. Zappa je autor svih skladbi osim "Happy Together", koju potpisuju Gary Bonner i Alan Gordon. U svibnju te godine na jednom od svojih zadnjih koncerata u njujorškoj dvorani 'Fillmore East', nastupa zajedno s Johnom Lennonom i Yoko Ono. Taj njihov nastup zabilježen je na Lennonovom albumu Some Time in New York City. Inače 1971. godinu, Zappa nepamti baš po dobru. 4. prosinca (kasnije datum Frankove smrti) vatra im je uništila svu opremu dok su svirali u 'Montreuxu'. Taj je događaj kasnije opisan u legendarnoj skladbi "Smoke on the Water" od hard rock sastava Deep Purple. Nakon toga Zappa doživljava nesreću kada bude gurnut s bine, kada tom prilikom ozljeđuje vrat i kičmu pa jedno određeno vrijeme provodi u invalidskim kolicima, a i glasnice su mu trajno oštećene što će mu umanjiti vokalne sposobnosti.
200 Motels dvostruko je Zappino izdanje na kojemu se nalazi filmska glazba s istoimenog filma, a u listopadu 1971. godine objavljuje ga izdavačka kuća 'Rykodisc'. Film nikada nije objavljen, a Zappa se ubrzo nakon toga vratio glazbi i njezinom stvaranju. Na tom filmskom materijalu Zappa okuplja jaku ekipu, pa tako na 39 skladbi sudjeluje više od 15 glazbenika a neki od njih su: Jimmy Carl Black (Vokal), Howard Kaylan (Vokal), Aynsley Dunbar (bubnjevi), Ian Underwood (klavijature) i mnogi drugi.
Nakon albuma 200 Motels sastav je otišao na turneju što je rezultiralo s dva uživo albuma; Fillmore East – June 1971 i Just Another Band From L.A. Na drugom albumu nalazi se skladba "Billy the Mountain", u trajanju preko 24 minute, koja se često izvodila u kazališnim predstavama.
Just Another Band from L.A. drugi je uživo album Franka Zappe i sastava The Mothers of Invention, koji izlazi u travnju 1972. godine, a objavljuje ga diskografska kuća 'Rykodisc'. Na njemu se nalazi 5 skladbi, a jedna od njih je obrada mini – opere Billy the Mountain. Ovaj album također nije dobio dobre kritike. Poslije toga Zappa i Mothersi se razilaze. Više ne snimaju zajedno, iako često nastupaju po raznim koncertima.
Tijekom 1972. godine Zappa provodi vrijeme razvijajući nove vrste 'big bandova' s kojima svira jazz. Okuplja najbolje glazbenike zapadne obale i s njima snima dva jazz albuma, Waka/Jawaka i The Grand Wazoo. Zappa na albumu Waka/Jawaka okuplja sjajnu ekipu glazbenika, pa tako između ostalih nastupaju i bivši članovi sastava The Mothers of Invention, Jeff Simsons i George Duke. Materijal je rađen u jazz stilu. Okupljeni glazbenici nastavljaju i dalje snimati pa u istom sastavu (u međuvremenu promijenili ime u 'Mothers'), osim Jeffa Simsonsa snimaju sljedeći album The Grand Wazoo. Album Waka/Jawaka nanovo je objavljen 1988. godine na CD-u od izdavačke kuće 'Rykodisc'. Pošto je Zappa bio poznat po tome da kada jednom okupi glazbenu ekipu s njom nastavlja raditi i dalje, ta suradnja je ostvarena i na albumu The Grand Wazoo pa tako svi osim Jeff Simsonsa snimaju materijal za ovaj album.
Zappa ne ostaje dugo u jazz vodama i već 1973. godine objavljuje album Over-Nite Sensation  s kojim najavljuje prekretnicu u svom budućem radu. Na albumu sudjeluje više od deset izvrsnih glazbenika koji izvode kombinaciju jazza, swinga i bogate vokalne dionice. Virtouz na udaraljkama Ruth Underwood, violinist Jean-Luc Ponty i klavijaturista George Duke, dolaze do velikog izražaja na ovom projektu. Iste godine Zappa je producent na albumu For Real, od sastava 'Ruben and the Jets', u kojemu sviraju bivši članovi The Mothers of Invention, Jim Motorhead Sterwood i Tory Duran.
1973. godine diskografske kuće Bizarre i Straight prestaju s radom, a Zappa zajedno s Cohenom osniva vlastitu izdavačku kuću pod imenom 'DiscReet Records', preko koje materijal distribuira za ' Warner Bros. U prvoj polovici 1970-ih, Zappa ostvaruje odličnu proizvodnju, uključujući i svoj solo album Apostrophe (') koji je objavljen 22. travnja 1974. godine. To je prvi Zappin materijal koji je snimljen u stereo i kvadrofonik formatu. Naslovna pjesma "Don’t Eat the Yellow Snow", dovodi ih prvi put na 'Billboardovu' Top ljestvicu, gdje zauzima #86, dok se album zadržava 43 tjedna na Top ljestvici i 1976. godine dolazi #10. Na albumu također sudjeluju izvrsni glazbenici, bivši i aktualni članovi sastava Mothersa. Nakon izlaska albuma Apostrophe ('), iste godine okuplja Motherse i objavljuje uživo album Roxy & Elsewhere. Album je sniman s istom postavom kao i na koncertima 1973./'74. godine, s odličnim uživo verzijama skladbi "Cheepnis", "Son of Orange County" i "Penguin in Bondage".
One Size Fits All posljednji je album kojeg 1975. godine zajedno snimaju Frank Zappa i sastav The Mothers of Invention, a objavljuje ga diskografska kuća 'Rykodisc'. Album je sniman u posebnoj četvero-kanalnoj kvadrofinik verziji, ali kao takav nikada nije objavljen. Između ostalog na materijalu se našao jedan televizijski nastup uživo i koncertna premijera s prethodnog albuma u Helsinkiju. Dvije skladbe izvodi Johnny "Guitar" Watson, čiji je Zappa veliki obožavatelj. 1975. godine, pridružuje mu se na turneji američki glazbenik Captain Beefheart (rođen 15. siječnja 1941., punim imenom Don Glen Vliet, američki glazbenik i vizualni umjetnik, Glendale, California) koji ujedno izvodi vokale na albumu Bongo Fury. Beefheart prihvaća Zappin poziv i pridružuje mu se na turneji gdje snimaju materijal za album. Album je sniman na koncertima u dvorani "Armadillo World Headquarters" u Austinu i Teksasu. Osim tog materijala na albumu se nalaze i dvije studijske pjesme, "200 Years Old" i "Cucamonga".
Suradnja Zappe i menadžera Herba Cohena završila je 1976. godine. Razlaz je bio razdražljive naravi i završio je aferom u kojoj je Zappa tužio Cohena radi snimanja materijala koji nije bio dodijeljen od 'DiscReet Recordsa' i potpisivanja dokumenata koje Zappa ne odobri. Cohen je uzvratio protutužbom za povrat sredstava, a tom prilikom Zappi je zamrznuta imovina. Cohen je dobio sud jer je sudjelovao u potipsivanju za MGM i otkrivanju ranih snimki Mothersa. Zappa je tijekom suđenja spriječio da se njegov ranije snimljen materijal koristi i nastavi snimati. Nakon završetka suđenja uzima svoje osobne rock orijentirane master kopije za studijski album Zoot Allures i odnosi ih izravno u izdavačku kuću 'Warner Bros.'
Zoot Allures Zappin je hard rock album iz 1976. godine, kojeg objavljuje izdavačka kuća 'Warner Bros.' Album izlazi kao dvostruko LP izdanje. Na materijalu najviše do izražaja dolazi izvedba Terryja Bozzia na bubnjevima i udaraljkama.
Zappa zajedno sa sastavom, Ruthom Underwoodom i puhačkom sekcijom nastupa tijekom Božića u New Yorku, a snimke su objavljene na uživo albumu Zappa in New York iz 1978. godine od izdavača 'Warner Bros.' Materija sadrži miksane instrumentale kao što je "The Black Page" i šaljive skladbe poput "Titties and Beer". Prethodne kompozicije originalno pisane za bubnjeve i ritam sekciju, a naknadno obrađene za veće sastave, radikalno su promijenjene u tempu, vremenu i skraćenom aranžmanu.
Zappa in New York sadrži skladbu o seksualnom zločincu Michaelu H. Kenyonu, "The Illinois Enema Bandit", koja počinje pričanjem Dona Pardoa. Poput mnogih skladbi na albumu i ova sadrži brojne seksualne izvore, koji su izazvali mnoge kritike zbog uvredljivog sadržaja.
Ovaj album dio je kolekcije nakon razlaza Zappe i Warner Brothers kompanije, što je rezultiralo s tri sjajna instrumentalna albuma Studio Tan (1978.), Sleep Dirt (1979.) i Orchestral Favorites (1979.)
Novu dimenziju sviranja gitare Zappa je najavio s albumom iz 1979. godine, Sheik Yerbouti, kojeg objavljuje njegova vlastita izdavačka kuća 'Zappa Records'. Ovim albumom Zappa je zabilježio najbolju prodaju do tada. To je dvostruki vinilin album koji je sniman tijekom 1978. i 1979. godine, i njegov prvi album nakon razlaza s izdavačkom kućom Warner Bros Records. Skladba "Dancin' Fool" nominirana je za nagradu Grammy i bila je dugo hit u disco klubovima. Iste godine objavljuje album Orchestral Favorites koji snima s Abnuceals Emuukha Electric Symphony Orchestra. Sheik Yerbouti prezentira prekretnicu u Zappinoj glazbenoj karijeri gdje se na brojnim skladbama čuje njegov novi stil sviranja gitare.
Joe's Garage trostruki je Zappin LP, kojeg 1979. godine objavljuje u svojoj izdavačkoj kući 'Zappa Records'. Rock opera sadrži tri čina. Značaj doprinos na materijalu ima pjevač i gitarist Ike Willis, koji je glas dao liku pod imenom 'Joe'. Album sadrži rock skladbe kao što su "Catholic Girls" (kontroverzija na "Jewish Princess"), "Lucille Has Messed My Mind Up" i naslovnu pjesmu. Također sadrži i jednu od Zappinih najpoznatijih gitarskih skladbi "Watermelon in Easter Hay".

### 1980.
Početkom 1980-ih, Zappina glazba postaje više politički orijentirana. Album Tinsel Town Rebellion dvostruko je izdanje kojeg Zappa prvi puta objavljuje u izdavačkoj kući 'Barking Pumpkin Records', izlazi 11. svibnja 1981. godine. Materijal sadrži skladbe s tuneje iz 1979. i 1980. godine, kao i studijske snimke. Album je miks Zappinih kompliciranih instrumentala i njegovih govora koje je koristio u kompozicijskim tehnikama autora poput Arnolda Schoenberga i Albana Berga. Kasnije izlazi reizdanje na CD-u od izdavačke kuće 'Rykodisc'. Inače albumi Tinsel Town Rebellion i You Are What You Is, prate rađanje i rast fundamentalista. Zappa uz mnoge glazbenike na projektu tada prvi puta angažira vrhunskog američkog gitaristu Steve Vaia.
Shut Up 'n Play Yer Guitar Zappa s ovim trostrukim vinilinim albumom koji izdaje istog datuma 11. svibnja 1981. kao i album Tinsel Town Rebellion, dokazuje da je sviranje gitare jedinstveno. Na albumu se nalazi materijal koji je sniman uživo u veljači 1976. i prosincu 1980. Zadnja skladba na albumu "Canard du Jour" studijski je snimak iz 1973., duet na kojem Zappa svira električni bouzouki (buzuki), a Jean-Luc Ponty bariton violinu. Album izlazi 1981. a reizdanje od izdavačke kuće "Rykodisc", izlazi 1986. kao dvostruko CD izdanje i ponovo 1995. kao trostruko box pakovanje. Frank Zappa se poslu posvećuje u cijelosti, pa tako zaboravlja da ima obitelj. Moon Unit Zappa govori kako je u kući bilo svega ali je postojalo i jedno pravilo koje je postavio Frank Zappa: "Ako kuća gori, ugasi vatru sam, ali ni za živu glavu ne ometaj tatu u studiju". To je natjeralo Moon Unit da napiše hit "Valley Girl" da bi se barem na taj način mogla družiti s ocem. Pjesma se nalazi na albumu Ship Arriving Too Late to Save a Drowning Witch koji je izašao u svibnju 1982. a digitaliziran 1991. 1983. izdaje album The Man From Utopia na kojem opet uz mnoge glazbenike sudjeluje Steve Vai na gitarama, Ike Willis vokal i drugi. Iste godine izdaje album Baby Snakes na kojem se nalaze pjesme iz Zappinog filma, koji nije nikada objavljen. Slijedi London Symphony Orchestra, Vol. 1 koji izlazi 9. lipnja 1983. Godine 1984. u kolovozu izdaje album Boulez Conducts Zappa: The Perfect Stranger, a iste godine u mjesecu listopadu objavljuje rock album Them or Us, na njemu uz ostale glazbenike sudjeluje u izvedbi vokala njegova kćerka Moon Unit Zappa a gitare izvodi Steve Vai. U prosincu izdaje trostruki LP Thing-Fish koji kasnije izdavačka kuća Rykodisc digitalizira i izdaje na dvostrukom CD-u. Inače bio je to "Broadwayski mjuzikl" o AIDS-u, homofobiji i rasizmu. U studenome mjesecu opet radi jedinstvenu stvar pa tako djela talijanskog skladatelja Francesco Zappe koji je živio od 1763. do 1788. objavljuje na rock albumu Francesco Zappa. 1985. objavljuje prvi box set The Old Masters Box na kojem se nalazi pet albuma (Freak Out!, Absolutely Free, We're Only in It for the Money, Lumpy Gravy i Cruising with Ruben & the Jets). U mjesecu studenom iste godine izdaje Frank Zappa Meets the Mothers of Prevention u dvije verzije Američkoj i Europskoj.
Does Humor Belong in Music? je album uživo Frank Zappe koji izlazi u siječnju  1986. Na njemu vokale izvodi Ike Willis a prvu gitaru u pjesmi "Whipping Post" svira njegov sin Dweezil Zappa. U mjesecu studenome 1986. izdaje box set koji se sastoji od 7 albuma (Uncle Meat, Hot Rats, Burnt Weeny Sandwich, Weasels Ripped My Flesh, Chunga's Revenge, Fillmore East – June 1971 i Just Another Band from L.A.). Iste godine istog mjeseca izlazi album Jazz from Hell na kojem je instrumentalna glazba bez teksta napravljena na synclavieru (kompjutorske klavijature). 1987. u mjesecu rujnu izlazi album London Symphony Orchestra, Vol. 2 koji je nastavak albuma iz 1983. London Symphony Orchestra, Vol. 1. U prosincu izlazi novo box set izdanje The Old Masters Box Three na kojem se nalazi 8 albuma (Waka/Jawaka, The Grand Wazoo, Over-Nite Sensation, Apostrophe ('), Roxy & Elsewhere, One Size Fits All, Bongo Fury i Zoot Allures).
"Guitar album" izlazi u travnju 1988. i dokazuje da je Zappino sviranje gitare jedinstveno. Inače to je nastavak albuma Shut Up 'n Play Yer Guitar iz 1981. Imao je šest Grammy nominacija za najbolji rock instrumental. U mjesecu svibnju i studenom izdaje dva albuma uživo You Can't Do That on Stage Anymore, Vol. 1 i You Can't Do That on Stage Anymore, Vol. 2. 14. listopada izlazi album uživo Broadway the Hard Way. You Can't Do That on Stage Anymore, Vol. 3 Frank Zappin je album, remek djelo, koje izlazi u studenom 1989. Dvostruki CD disk na kojem sudjeluje 40 vrhunskih glazbenika. To je i zadnji album koji izdaje u tom desetljeću.

### 1990.
U studenom 1991. njegova kćerka Moon Unit Zappa objavljuje da Zappa boluje od tumora prostate. Osoba s nevjerojatnim opusom od sedamdesetak snimljenih albuma autorske glazbe (od kojih su mnogi dvostruki i trostruki) i tridesetak godina rada polako se bliži kraju svoga životnog puta.
The Best Band You Never Heard in Your Life dvostruki je album uživo koji je izašao u travnju 1991. godine. Album je jedan od tri na kojima se nalazi materijal sa svjetske turneje iz 1988. Pored njega tu su još albumi Broadway the Hard Way i Jazz Noise Here. Na ovome albumu nalazi se skladba "Stairway to Heaven" od legendarnog sastava Led Zeppelin. Imao je veliku popularnost u Češkoj gdje je dugo glasio za heroja kulturnog podzemlja. 1991. godine objavio je da će se kandidirati na narednim predsjedničkim izborima 1992. i odmah dobiva par prijetnji smrću.
U lipnju iste godine slijedi četvrti uživo nastavak You Can't Do That on Stage Anymore, Vol. 4, na kojemu se nalazi materijal sniman 1969. i 1988., a istog mjeseca izlazi dvostruki uživo album sa svjetske tuneje Broadway the Hard Way. Album prvo izlazi s 9 pjesama na vinyl izdanju od izdavačke kuće "Barking Pumpkin ", a poslije toga izlazi sa 17 pjesama na CD-u, od izdavačke kuće "Rykodisc". Sadrži veliki broj jazz skladbi, neke od njih su "Stolen Moments" od Oliver Nelsona, "Murder by Numbers" od sastava The Police (koju izvodi Sting). Tu je još i skladba "Outside Now" s albuma Joe's Garage. The Best Band You Never Heard in Your Life izlazi 1991., a još je jedan album na kojemu se nalazi materijal s truneje iz 1988. Na ovome albumu nalazi se skladba "Stairway to Heaven" od legendarnog sastava Led Zeppelin. Sljedeći mjesec iste godine izdaje box set od osam diskova Beat the Boots. Set je izašao na formatu kazeti, LP-u i CD-u. Box od 8 diskova sadrži materijal od petnaest godina, od 30. rujna 1967. do 21. svibnja 1982.
- As an Am (snimljeno 1981. – 1982.)
- The Ark (snimljeno 1969.)
- Freaks & Motherfu*#@%! (snimljeno 1970.)
- Unmitigated Audacity (snimljeno 1974.)
- Anyway the Wind Blows (2 diska) (snimljeno 1979.)
- 'Tis the Season to Be Jelly (snimljeno 1967.)
- Saarbrucken 1978 (snimljeno 1978.)
- Piquantique (snimljeno 1973.)

Iduće godine 1992. u mjesecu lipnju slijedi nastavak, pa izdaje isto box set s osam diskova Beat the Boots II, I ovaj je set izašao na svim formatima u tadašnje vrijeme, kazeti, LP-u i CD-u. Zappa je s ova dva box seta ustvari vodio kampanju protiv ilegalnog snimanja njegovih koncerata.
- Disconnected Synapses (snimljeno 1970.)
- Tengo Na Minchia Tanta (snimljeno 1970.)
- Electric Aunt Jemima (snimljeno 1968.)
- At the Circus (snimljeno 1978.)
- Swiss Cheese/Fire!

(2 discs) (snimljeno 1971.)
- Our Man in Nirvana (snimljeno 1968.)
- Conceptual Continuity (snimljeno 1976.)

Slijedi nastavak albuma u živo You Can't Do That on Stage Anymore, Vol. 5. Na prvom disku nalazi se materijal sniman s njegovim sastavom The Mothers of Invention iz vremena 1965. – 1969., dok drugi disk sadrži materijal s ljetne turneje po Europi iz 1982. I zadnji iz serije You Can't Do That on Stage Anymore, Vol. 6, to je posljednji iz kolekcije od 6 dvostrukih uživo albuma u izvedbi Frank Zappe, koji su snimani u vremenu 1970. – 1988. Producent materijala na albumu je Zappa, a izlazi od izdavačke kuće "Rykodisc".
U listopadu 1992. izlazi uživo album Zappe i grupe Mothers of Invention, Playground Psychotics. Album sadrži materijal iz vremena 1970. – 1971. dok je Zappa nastupao sa svojim sastavom "The Mothers" i nekoliko skladbi koje su rađene za njegov film 200 Motels. Na njemu se također nalazi nekoliko skladbi koje je Zappa izveo uživo s Johnom Lennonom i Yoko Onom.
U ožujku 1993. izlazi uživo album Ahead of Their Time. Album je sniman u Londonu na koncertu "Royal Festival Hall", 28. listopada 1968. Na koncertu je zajedno sa Zappom svirao i BBC-jev orkestar, BBC Symphony Orchestra.
The Yellow Shark izlazi 2. studenog 1993. Na albumu se nalazi orkestralna glazba koju Zappa izvodi u suradnji s frankfurtskim orkestrom Ensemble Modern. Mjesec dana prije nego što li Frank Zappa umre i ostavi svijet bez jednog velikog umjetnika. S 53 godine života napušta svijet kao jedan od najproduktvnijih i najboljih skladatelja dvadesetoga stoljeća. Zappa je na svoje albume volio napisati: "Nikada ne prestajte raditi dok ono za što mislite da je dobro ne bude bolje, a kada bude bolje potrudite se da postane najbolje." Iako su ga mnogi smatrali isuviše otkačenim, čak luđakom koji je „zabrijao“, zanimljivo da Zappa nije svoju inspiraciju pronalazio u drogama ili alkoholu, odnosno razuzdanom rockerskom životu. On je bio obiteljski čovjek, oženjen dvadeset godina istom osobom te otac četvoro djece, koji bi ustajao rano i veći dio dana provodio u studiju

## Poslije smrti
U svibnju 1993. godine Zappa je bio sve slabiji od kemoterapije i sve brže je gubio borbu, dok mu je rak prodirao u kosti, podlegao je bolesti sedam mjeseci kasnije. Zappa je svojim djelom zadužio svijet. Njegovom genijalnom radu mora se još priznati i to da je sve radio s nevjerojatnim smislom za humor. Povijest jednostavno ne može zaobići takvog glazbenika pa mu se mora priznati status vrhunskog majstora za glazbu i velikog skladatelja.
Njegova supruga Gail Zappa poslije njegove smrti vodi zakladu Zappa Family Trust. Sin Dweezil nastavlja svirati gitaru kao studijski gitarista a slavu je stekao kao MTV voditelj. Moon Unit Zappa bavi se pisanjem i glumom, nastupa u mnogim filmovima i serijama ali više kao sporedna glumica. Godine 1995. Zappa je postumno primljen u Hall of Fame u Clevelandu, a 22. srpnja 1994. asteroid "3834" dobio je ime Zappafrank na spomen i čast Franku Zappi.

## Vanjske poveznice
- Službene internet stranice Frank Zappe
- Frank Zappa internet baza filmova